# Ricky Hickman
Richard Marciano "Ricky" Hickman Jr. (Winston-Salem, Carolina del Norte, 1 de septiembre de 1985) es un jugador de baloncesto estadounidense nacionalizado georgiano. Con 1.89 de estatura, su puesto natural en la cancha es el de base y escolta. 

## Trayectoria
En sus primeros años como profesional, Hickman jugó en equipos de Rumania, Alemania y Finlandia.
En julio de 2010 firmó con el Junior Pallacanestro Casale de la Legadue de Italia, y al año siguiente fue reclutado por el Victoria Libertas Pesaro de la Serie A.
En junio de 2012 se unió al Maccabi Tel Aviv. Durante los siguientes cinco años, Hickman compitió en Euroliga, vistiendo también las camisetas del Fenerbahçe Ülkerspor y del Olimpia Milano.
En 2017 regresó a la Basketball Bundesliga de Alemania como jugador del Brose Baskets.

## Selección nacional
Hickman disputó el Eurobasket 2013 como miembro de la selección de baloncesto de Georgia.